# Cyrtarachne nagasakiensis
Cyrtarachne nagasakiensis là một loài nhện trong họ Araneidae.
Loài này thuộc chi Cyrtarachne. Cyrtarachne nagasakiensis được Embrik Strand miêu tả năm 1918.